# Становојске планине
Становојске планине су планински масив у источном Сибиру у Русији дуг око 700 km, широк 100 до 180 km. Највиши врх је 3.072 m
Састоји се од неколико паралелних планинских ланаца грађених од кристаластих шкриљаца, гнајса и гранита. Пружа се од долине средњег тока реке Оленке на западу до изворишног подручја реке Учур (басен Алдана) на истоку. Саставни су део развођа између слива Северног леденог океана и Тихог океана. Водени токови припадају сливу Лене и Амура. До висине од око 1.300 метара покривене су листопадном и четинарском шумом. Познате су по златоносној и железној руди и угљу.